# Bisztonok
A bisztonok jelentékeny ókori [[trák]] nép, nevük gyakran áll a thrax név helyett a római költők munkáiban. Az Égei-tenger mellett, Abdera körül éltek. A római költők e helyre számos mítosz helyszínét tették (Ovidius).